# Article u de la Constitució dels Estats Units

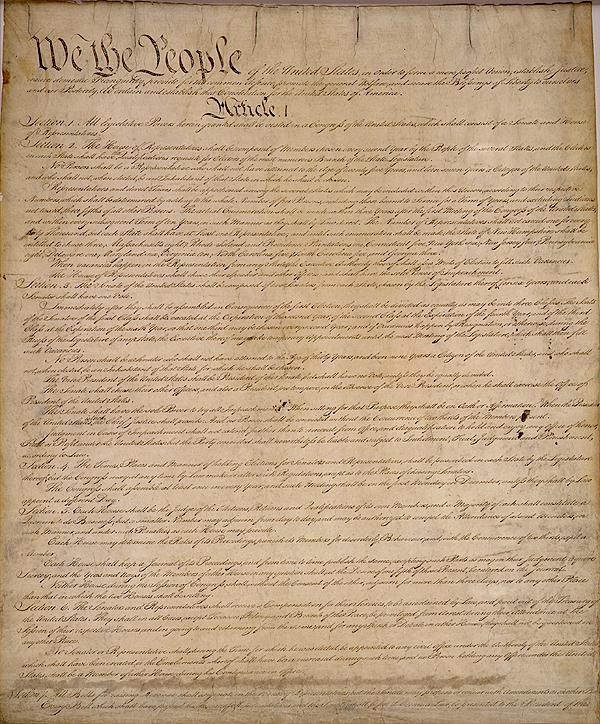
Primera pàgina de la Constitució original dels Estats Units d'Amèrica, que inclou part de l'Article I.

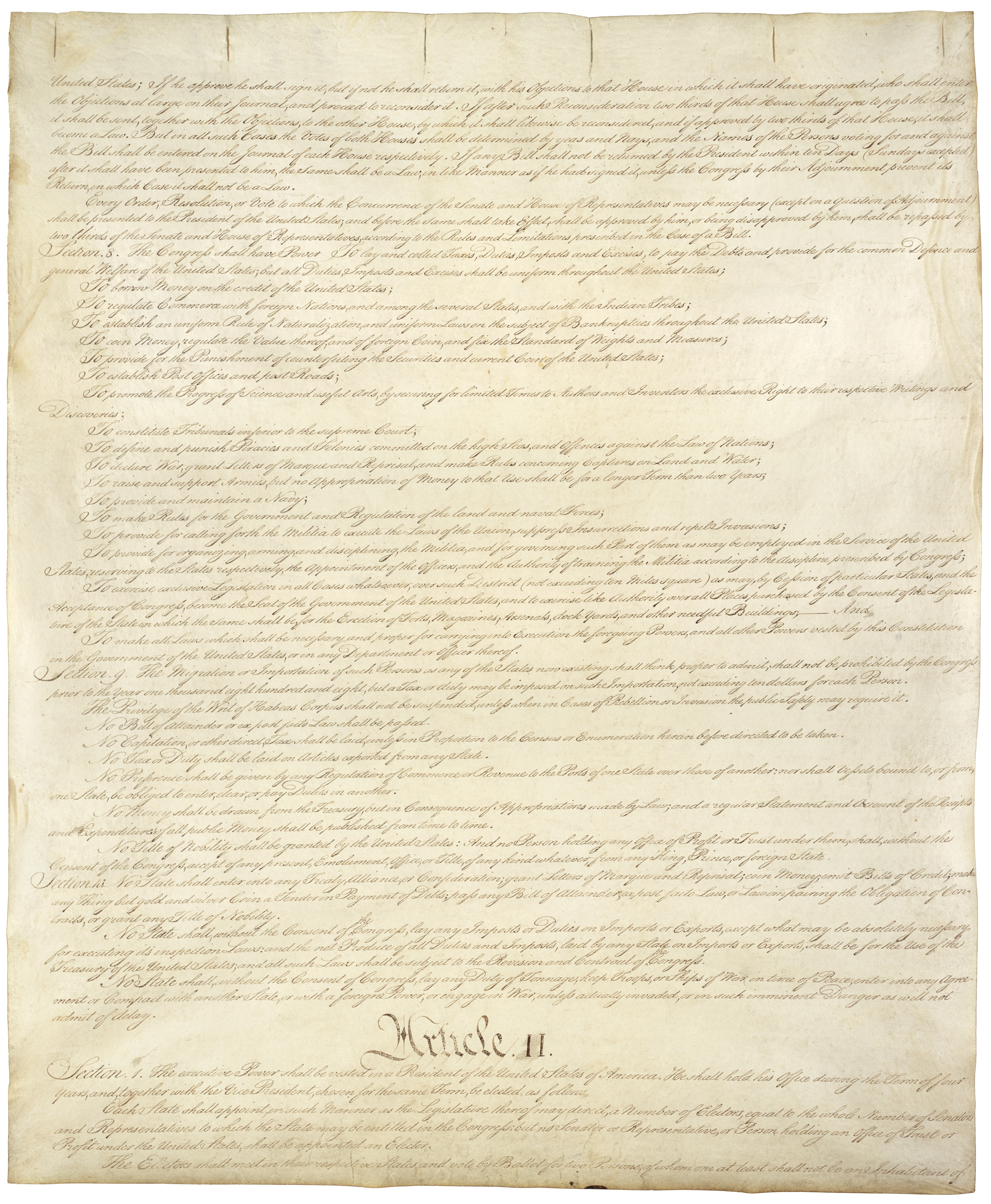
Segona pàgina de la Constitució original dels Estats Units d'Amèrica, que inclou el final de l'Article I.

L'Article I de la Constitució dels Estats Units, la data de la qual d'aprovació data de 1788, declara l'establiment del poder legislatiu del Govern Federal dels Estats Units, representat pel Congrés, que inclou una Càmera dels Representants i un Senat. El mateix article estableix el mètode d'elecció i els requisits dels membres de cada càmera. A més, exposa el procediment legislatiu i enumera les atribucions concedides al poder legislatiu. Finalment, estableix límits als poders federals i a cada estat membre.
Els tres primers articles de la Constitució tracten, respectivament, cadascun dels tres poders del Govern federal. El legislatiu ve establert en el primer article, l'executiu en el segon i el judicial en el tercer.
L'Article I és el més extens dels set articles que integren el text constitucional original. A diferència de la resta de l'articulat, les esmenes a l'Article I estan restringides de forma explícita per la Constitució. Per exemple, cap esmena anterior a 1808 podia afectar la primera o a la quarta clàusula de la secció novena. La primera clàusula impedia que el Congrés prohibís el comerç d'esclaus fins a 1808; la quarta impedia qualsevol tipus d'impost directe que no fos repartit entre els diferents Estats, d'acord amb la seva població. A més, la Constitució exclou la possibilitat que el Congrés privi a un Estat de comptar amb una representació equitativa en el Senat, sense el consentiment d'aquest Estat.

## Secció u: El Congrés
La primera secció de l'article u de la constitució diu així:
| « | (català) Tots els poders legislatius atorgats en aquesta Constitució s'investiran en un Congrés dels Estats Units, que es compondrà d'un Senat i d'una Cambra de Representants. | (anglès) All legislative Powers herein granted shall be vested in a Congress of the United States, which shall consist of a Senate and House of Representatives. | » |

Aquesta clàusula, coneguda com la "clàusula d'investidura", garanteix tota l'autoritat del legislatiu al Congrés dels Estats Units. Altres països funcionen mitjançant referendums popular, però aquesta secció autoritza exclusivament al Congrés i no al poble per elaborar els diferents estatuts. En els Articles 2 i 3 es troben també clàusules d'investidura, però pel que fa al poder executiu i judicial. La Constitució estableix d'aquesta manera el principi de separació de poders, pel qual cap d'ells pot exercir competències pertanyents a un altre (per exemple, l'executiu no està autoritzat a dictar lleis).
El principi que el Congrés no pot delegar l'autoritat del legislatiu en els altres poders del Govern (específicament, l'Executiu) es coneix com la doctrina de la no delegació. La Cort Suprema dels Estats Units (coneguda també com a Tribunal Suprem) ha establert que el Congrés no té llibertat per delegar poders reguladors als diferents organismes governamentals, ja que té per condició un "principi intel·ligible".

## Secció dos: La Cambra de Representants
La Secció dos estableix la Cambra de Representants dels Estats Units. Aquesta cambra és sovint denominada com la "cambra baixa" del Congrés, a semblança de la terminologia emprada en referir-se a les dues Càmeres del Parlament britànic, la Cambra dels Lords (la "alta") i la Cambra dels Comuns del Regne Unit (la "baixa"). No obstant això, els poders de la Cambra de Representants són equivalents al que es denomina Senat en la majoria d'altres països, com per exemple el Senat d'Espanya.
La Cambra de Representants únicament té el poder d'originar projectes de llei, mentre que el Senat té competències sobre l'aprovació de tractats internacionals i nomenaments fets per part del president dels Estats Units.

### Secció dos, clàusula u: Període i electors
La clàusula u de la secció dos de l'article u de la constitució diu així:
| « | (català) La Cambra de Representants estarà formada per membres triats cada dos anys pels ciutadans dels diversos estats, i els electors hauran de posseir en cada Estat les condicions requerides per als electors d'acord amb el sector més nombrós de les assemblees legislatives estatals dels Estats Units local. | (anglès) The House of Representatives shall be composed of Members chosen every second Year by the People of the several States, and the Electors in each State shall have the Qualifications requisite for Electors of the most numerous Branch of the State Legislature. | » |

La Segona Secció inclou les eleccions a la Càmera dels Representants per part del poble cada dos anys. Cada vegada que es produeixi una vacant, el Governador de l'estat corresponent ha d'iniciar el procediment per realitzar una nova elecció especial.
La Constitució no inclou requisits per als votants; s'indica que aquells amb capacitat per votar en les eleccions a la cambra major de cada Estat poden també votar en les eleccions al Congrés. Les esmenes a la Constitució, no obstant això, han limitat la capacitat dels estats de fixar restriccions. La Quinzena, la Dinovena i la Vint-i-quatrena esmena impedeixen que la raça, el sexe o el pagament d'un impost constitueixin requisits per votar, tant en les eleccions de cada estat com en les federals. A més, la Vint-i-sisena esmena estableix que els estats no poden fixar requisits d'edat per sobre dels divuit anys.

### Secció dos, clàusula dos: Requisits
La clàusula dos de la secció dos de l'article u de la constitució diu així:
| « | (català) No serà representant cap persona que no hagi complert 25 anys i que no hagi estat ciutadà dels Estats Units durant set anys, i que no sigui habitant de l'Estat en el qual se li designi, en el moment de l'elecció. | (anglès) No Person shall be a Representative who shall not have attained to the Age of twenty five Years, and been seven Years a Citizen of the United States, and who shall not, when elected, be an Inhabitant of that State in which he shall be chosen. | » |

El text constitucional fixa que per poder ser representant s'han de tenir almenys vint-i-cinc anys i ser resident de l'estat en el qual és present per ser triat, a més d'haver estat ciutadà dels Estats Units durant els set anys previs. No s'exigeix cap condició que el representant resideixi en el districte del qual depengui; en la pràctica, això sol ser així, encara que hi ha hagut algunes excepcions.

### Secció dos, clàusula tres: Prorrateig

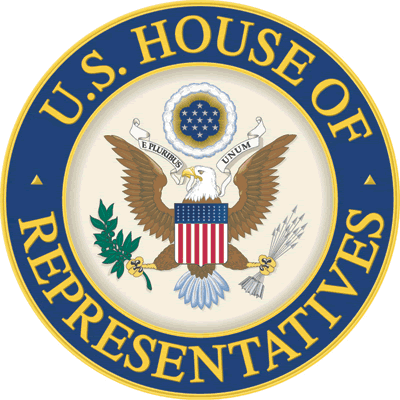
Segell de la Cambra de Representants dels Estats Units.

La clàusula tres de la secció dos de l'article u de la constitució diu així:
| « | (català) Els representants i els impostos directes es prorratejaran entre els diferents Estats que formin part d'aquesta Unió, d'acord amb la seva població respectiva, la qual es determinarà sumant al nombre total de persones lliures, inclusivament les obligades a prestar serveis durant un termini de anys i excloent als indis no subjectes al pagament de contribucions, les tres cinquenes parts de totes les persones restants. El recompte s'ha de fer dins dels tres anys següents a la primera sessió del Congrés dels Estats Units, i en endavant cada 10 anys, en la forma que aquest cos disposi per mitjà d'una llei. El nombre de representants no excedirà d'un per cada trenta mil habitants per tal que cada Estat compti almenys amb un representant; i fins que s'efectuï aquest recompte, l'Estat de Nou Hampshire té dret a elegir tres; Massachusetts, vuit; Rhode Island i les Plantacions de Providence, un; Connecticut, cinc; Nova York, 6; Nova Jersey, quatre; Pennsilvània, vuit; Delaware, un; Maryland, 6; Virgínia, deu; Carolina del Nord, cinc; Carolina del Sud, cinc i Geòrgia, 3. | (anglès) Representatives and direct Taxes shall be apportioned among the several States which may be included within this Union, according to their respective Numbers, which shall be determined by adding to the whole Number of free Persons, including those bound to Service for a Term of Years, and excluding Indians not taxed, three fifths of all other Persons. The actual Enumeration shall be made within three Years after the first Meeting of the Congress of the United States, and within every subsequent Term of ten Years, in such Manner as they shall by Law direct. The number of Representatives shall not exceed one for every thirty Thousand, but each State shall have at Least one Representative; and until such enumeration shall be made, the State of New Hampshire shall be entitled to chuse [sic] three, Massachusetts eight, Rhode-Island and Providence Plantations one, Connecticut five, New-York six, New Jersey four, Pennsylvania eight, Delaware one, Maryland six, Virginia ten, North Carolina five, South Carolina five, and Georgia three. | » |

El nombre de representants per a cada Estat depèn del nombre de la seva població, però cada Estat té dret a tenir com a mínim un Representant.
El còmput de la població de cada Estat originalment incloïa a totes les "persones lliures", a tres cinquenes parts de "altres persones" (esclaus) i s'excloïa als nadius americans que no paguessin imposats. Davant aquest tractament que es donava als esclaus, es van intentar limitar les normes dels Estats quant a la propietat que s'exercia sobre ells, reduint la seva participació en la Cambra de Representants. Això es coneix com "El Compromís dels Tres Cinquens".
La Catorzena Esmena va canviar aquesta mesura eliminant la clàusula dels tres cinquens, havent estat abolida l'esclavitud després de la Guerra Civil dels Estats Units. En l'actualitat no hi ha pobles de nadius americans que no paguin imposts, així que totes aquelles persones que resideixen en un Estat, siguin votants o no, entren dins del còmput de la població.
La Constitució estableix que es faci un Cens de població cada deu anys per determinar la població dels Estats. El text constitucional dicta que es reservi un nombre d'escons de forma temporal fins que el cens pugui ser dut a terme.
Segons la Segona Secció, la quantitat d'imposts directes que poden ser recollits en cada Estat estava lligada directament a la seva proporció de representants. Basant-se en aquest requisit, l'Impost sobre la Renda es va considerar inconstitucional en 1895, ja que no era repartit entre els Estats. Des del Tribunal Suprem dels Estats Units, es va rebutjar procedir al contrari. Per permetre la recaptació de l'Impost sobre la Renda, el Congrés va proposar, sent ratificada pels estats, la Setzena Esmena, la qual eliminava la necessitat que aquest impost fos repartit entre els Estats.

### Secció dos, clàusula quatre: Vacants
La clàusula quatre de la secció dos de l'article u de la constitució diu així:
| « | (català) Quan es produeixin vacants en la representació de qualsevol Estat, l'autoritat executiva del mateix expedirà un decret pel qual es convocaran eleccions per tal de cobrir-les. | (anglès) When vacancies happen in the Representation from any State, the Executive Authority thereof shall issue Writs of Election to fill such Vacancies. | » |

Aquesta clàusula estableix que quan es deixessin llocs vacants en la Cambra de Representants dels Estats Units, no és aquesta càmera la que ha d'ocupar-se d'això, sinó que ha de ser el Senat el que s'encarregui que es tornin a ocupar aquests escons. Els requisits i procediments originals de cada Estat per participar en aquesta elecció són vàlids, la qual cosa significa que cada Estat tindrà un mètode particular per triar als substituts dels representants que deixin llocs vacants.

### Secció dos, clàusula cinc: President, altres funcionaris i acusació formulada contra unalt càrrec(impeachment)
La clàusula cinc de la secció dos de l'article u de la constitució diu així:
| « | (català) La Cambra de Representants elegirà el seu president i els altres funcionaris i serà l'única facultada per a declarar que hi ha lloc per procedir en els casos de responsabilitats oficials (impeachment). | (anglès) The House of Representatives shall chuse [sic] their Speaker and other Officers; and shall have the sole Power of Impeachment. | » |

La secció dos estableix que la Cambra de Representants tria al seu president i a la resta del funcionariat. Encara que la Constitució no ho exigeix, tots els presidents han estat abans membres de la Cambra de Representants.
Finalment, aquesta secció concedeix a la Cambra de Representants el fet de poder realitzar el procés de impeachment, o també denominat acusació formulada contra un alt càrrec (encara que s'utilitza el terme anglosaxó en la doctrina jurídica). Aquest procediment, per tant, es duu a terme en aquesta càmera.
El procediment de impeachment va ser modelat d'acord al mètode de la Cambra dels Comuns del Regne Unit.
Tan sols en dues ocasions al llarg de la història d'aquest país s'ha dut a terme aquest procediment contra un president dels Estats Units; aquest va ser el cas de Bill Clinton (1998-1999) i Andrew Johnson (1868), sent els dos absolts. Richard Nixon va interrompre el procés en dimitir del seu càrrec en 1974 després de l'aprovació de l'impeachment.

## Secció tres: El Senat

Segell del Senat.

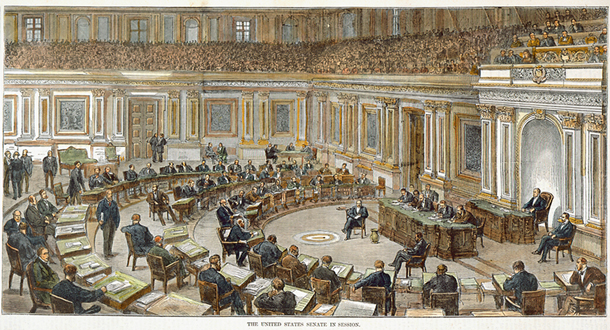
La Sala del Senat, en l'ala Nord del Capitoli, en sessió el gener de 1874 (composició).

La Secció Tres estableix el Senat. El Senat se solia denominar la "cambra alta" del Congrés, encara que ambdues càmeres, el Senat i la Cambra de Representants, són pràcticament iguals quant a les competències que els atorga la Constitució. No obstant això, en haver-hi menys senadors que representants, i en ser més longeu el càrrec de senador, normalment aquests solen tenir més influència. Malgrat que es produeixi el fet que els membres del Senat s'imposin —sobretot en la història més primigènia de la càmera– i se suposi que la seva càmera és superior, la veritat és que no té cap fonament explícit basat en la Constitució.
Per exemple, després de reunir-se en 1789, el Senat va intentar, encara que de forma insatisfactòria, establir un mecanisme per a la comunicació entre les dues cambres legislatives, la qual cosa indicaria una suposada superioritat del Senat. Aquest aspirava a enviar els seus missatges a l'altra càmera a través d'un secretari, pretenent que l'altra càmera comuniqués els seus missatges mitjançant dos representants, els quals haurien de "retre homenatge" (fent una reverència) en entrar i en sortir de la Sala del Senat. Naturalment, la Cambra de Representants no va acceptar aquesta proposta.

### Secció tres, clàusula u: Composició i elecció
La clàusula u de la secció tres de l'article u de la constitució diu així:
| « | (català) El Senat dels EUA es compondrà de dos senadors per cada Estat, elegits per sis anys per l'Assemblea legislativa d'aquest, i cada senador representarà un vot. | (anglès) The Senate of the United States shall be composed of two Senators from each State, chosen by the Legislature thereof, for six Years; and each Senator shall have one Vote. | » |

Aquesta secció estípula que cada Estat té dret a dos senadors triats per un període de sis anys.
Les Assemblees legislatives de cada Estat al principi triaven als membres del Senat; aquestes podien autoritzar al Governador per dur a terme nomenaments temporals amb tal de cobrir els llocs vacants si es presentés el cas, mentre s'estigués en període de vacances.
La Dissetena Esmena, no obstant això, contempla l'elecció directa de senadors pels votants de cada Estat. Això va ser considerat un pas cap a una societat més democràtica, però va fer fallida l'equilibri polític de poder, en privar als Estats d'una representació directa enfront del Govern federal dels Estats Units.
Gràcies a aquesta esmena, els Estats poden autoritzar als seus Governadors per dur a terme nomenaments de senadors i així cobrir llocs vacants, però només fins que unes eleccions especials triïn a un substitut de forma permanent.

### Secció tres, clàusula dos: Classes de senadors i vacants
| « | Només es reuneixin en virtut de l'elecció inicial, es dividiran en tres grups de forma tan equitativa com sigui possible. Les actes dels senadors del primer grup quedaran vacants en acabar el segon any; les del segon grup, en expirar el quart any; i les del tercer grup, en concloure el sisè any; de tal manera que sigui factible triar una tercera part cada dos anys, i si es produeixen vacants, per renúncia o una altra causa, durant el recés de la legislatura d'algun Estat, l'Executiu d'aquest podrà fer designacions provisionals fins al següent període de sessions de l'Assemblea legislativa, la qual procedirà a cobrir aquestes vacants. | » |

Amb aquesta clàusula s'assegura que mai hi hagi un període pel qual el Senat no es pugui reunir, permetent-se l'alteració gradual del Senat, seguint les línies polítiques que determini la Cambra de Representants.
Segons l'establert originàriament, els senadors són triats per l'Assemblea legislativa de l'Estat que representin en el Senat. Si un senador morís, o fos expulsat, l'Assemblea legislativa de l'Estat nomenaria a un substitut per servir durant la resta del període. Si l'Assemblea legislativa no estigués reunida, el governador podria nomenar un substitut per cobrir l'escó vacant fins que aquesta Assemblea pogués triar un substitut de forma permanent.
No obstant això, va ser modificat per les clàusules segona i tercera de la Dissetena Esmena:
| « | Dissetena Esmena, Clàusula Segona: Quan es produeixin vacants en la representació de qualsevol Estat al Senat, l'autoritat executiva d'aquell expedirà un decret pel qual convocarà eleccions amb l'objecte de cobrir aquestes vacants, en el cas que l'Assemblea legislativa de qualsevol Estat pugui autoritzar el seu Executiu a fer un nomenament provisional fins que les vacants es cobreixin mitjançant eleccions populars en la forma que disposi l'Assemblea legislativa. | » |

| « | Dissetena Esmena, Clàusula Tercera: No s'ha d'entendre que aquesta esmena influeix sobre l'elecció o període de qualsevol senador elegit abans que adquireixi validesa com a part integrant de la Constitució. | » |

Aquests canvis van portar a canviar el procediment de l'elecció popular de senadors, estenent-li-ho a les Assemblees legislatives dels Estats, tant si les vacants són ocupades gràcies a les eleccions com si no. Sovint, quan un senador mor exercint el seu càrrec i està casat, el cònjuge del difunt és nomenat per ocupar el seu lloc durant la resta del període. Això situa al cònjuge per davant en l'ordre a ocupar el càrrec per aconseguir l'escó en les pròximes eleccions al Senat, en qualssevol eleccions primàries o reunions del partit.

### Secció tres, clàusula tres: Requisits
| « | No serà senador cap persona que no hagi complert 30 anys i que no hagi estat ciutadà dels Estats Units durant nou anys i que, en el moment de l'elecció, no sigui habitant de l'Estat per part del qual va ser designat. | » |

L'exposat en aquesta clàusula significa que els senadors no necessiten ser nord-americans d'origen, encara que en la major part dels casos sí que ho són. El president i el vicepresident del país necessàriament requereixen ser-ho. No obstant això, un senador ha de tenir almenys trenta anys, haver estat ciutadà dels Estats Units durant almenys els nou anys previs a les eleccions, i té a més que residir en l'Estat al com es presenti com a candidat.

### Secció tre, clàusula quatre: El vicepresident
| « | El vicepresident dels EUA serà president del Senat, però no tindrà vot excepte en cas d'empat. | » |

Segell del vicepresident dels Estats Units.

Aquí s'estableix que el vicepresident dels Estats Units és un funcionari que serveix com a president del Senat. El vicepresident no té vot excepte si el Senat es troba totalment empatat.

### Secció tres, clàusula cinc: Presidentpro temporei altres funcionaris del Senat
| « | El Senat elegirà als seus altres Funcionaris, així com un president pro tempore, en absència del vicepresident o quan aquest es trobi exercint el càrrec de la Presidència dels Estats Units. | » |

El Senat té la possibilitat de triar a un president pro tempore en cas d'absència del vicepresident. És el segon càrrec més important del Senat, després del vicepresident, que és president exofficio, així com el càrrec més alt com a senador. El president pro tempore és, per convenció, un senador, encara que en el text constitucional no es troba aquest requisit.
Dins de l'expressió de "funcionaris", s'inclou als presidents, a membres de menor grau dels comitès, al capdavanter de la majoria, al capdavanter de la minoria (líder de l'oposició), al líder del grup minoritari, al portaveu de la majoria i al portaveu de la minoria.

### Secció tres, clàusula sis: Processos d'acusació formulada contra un alt càrrec (impeachment)
| « | El Senat posseirà el dret exclusiu de jutjar sobre totes les acusacions formulades contra un alt càrrec (impeachment). Quan es reuneixi amb aquesta finalitat, els seus membres han de prestar un jurament o protesta. Quan es jutgi al president dels EUA haurà de presidir l'acte el president de la Cort Suprema. I a cap persona se li condemnarà si no s'arriba a un vot de dos terços dels membres presents. | » |

En aquesta clàusula es concreta el que s'havia avançat en la Clàusula Cinquena de la Segona Secció, i és que se li garanteix al Senat el fet de poder procedir a realitzar impeachments (o acusacions formulades contra un alt càrrec) igual que la Càmera dels Lors a Regne Unit. Els senadors han de fer jurament, a diferència dels lords.
El president del Tribunal Suprem dels Estats Units presidirà l'acte quan es jutgi al president dels Estats Units, ja que el vicepresident tindria un conflicte d'interessos. Cal una majoria absoluta de dos terços per declarar-ho culpable.

### Secció tres, clàusula set: Sentències després de les acusacions formulades contra alts càrrecs (impeachment)
| « | En els casos d'acusacions formulades contra un alt càrrec (impeachment), l'abast de la sentència no anirà més enllà de la destitució del mateix del seu càrrec i la inhabilitació per ocupar i gaudir qualsevol ocupació honorífic, de confiança o remunerat, dels Estats Units; l'individu condemnat quedarà subjecte, però, al fet que se l'acusi, enjudiciï, jutgi i castigui d'acord amb les lleis. | » |

Si un funcionari de l'executiu és declarat culpable després del procediment de impeachment, ell o ella és immediatament destituït del seu càrrec, però el Senat pot decidir no destituir a un funcionari judicial.
El Senat va decidir, davant el procés de impeachment contra el senador William Blount, que els membres del Congrés poden no ser processats per impeachment. No obstant això, el Senat va desautoritzar a l'acusat per accedir a qualsevol altre lloc del funcionariat en el futur.
No s'aplica cap altre càstig, però el partit que hagi estat acusat queda subjecte al procés i càstig corresponent per part del Poder Judicial.

## Quarta Secció: Eleccions i reunions

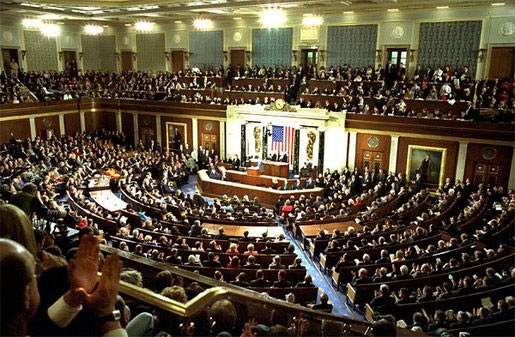
El ple del Congrés reunit en el Capitoli el gener de 2003.

La Secció Quarta estipula el nomenament dels membres del Congrés dels Estats Units, així com les seves reunions:
| « | Els llocs, èpoques i manera de celebrar les eleccions per senadors i representants es prescriuen en cada Estat per l'Assemblea legislativa respectiva, però el Congrés podrà formular o alterar les regles de referència en qualsevol moment per mitjà d'una llei, a excepció que fa als llocs d'elecció dels senadors. | » |

| « | El Congrés es reunirà un cop l'any, i aquesta reunió serà el primer dilluns de desembre, llevat que per llei es fixi un altre dia. | » |

Mentre que els Estats poden regular els "els llocs, èpoques i manera" de celebrar les eleccions al Congrés, aquest pot elaborar o modificar les normes que les regulen, a excepció d'aquelles referents a l'elecció de senadors (lloc que originàriament els trien les Assemblees legislatives de cada Estat).
El Congrés està autoritzat a establir una sola data, uniforme, per a les eleccions al mateix. El Congrés va assenyalar el primer dimarts de cada novembre, recalcant-se el fet que fos posterior al dia 1 d'aquest mes. Aquesta fraseologia va ser adoptada per impossibilitar que l'1 de novembre, dia de la festa catòlica de Tots Sants, coincidís amb la data de les eleccions.
A més, la Secció Quarta estableix que el Congrés ha de reunir-se almenys una vegada a l'any. La reunió seria el primer dilluns de desembre, tret que es digués el contrari per llei. Les eleccions serien celebrades al novembre, i els representants i els senadors jurarien el seu càrrec al març. El període entre aquests mesos, per tant, no s'ocuparia pel nou Congrés triat; de fet, se li va denominar el Congrés del "ànec coix". Encara que la Constitució concedeix al Congrés autoritat per reunir-se en dies diferents sense la necessitat de passar per una esmena, no obstant això van ser establerts uns períodes mitjançant la Vintena Esmena. Aquesta mateixa esmena també va establir que es requerís la presència dels representants i senadors recentment triats per reunir-se i prendre els seus càrrecs el 3 de gener de l'any que segueix a les eleccions (de nou, el Congrés pot canviar la data de reunir-se per llei).

## Cinquena Secció: Procediment
Cada Càmbra pot jutjar les eleccions i requisits dels seus propis membres. Per quòrum, obrir un registre de votacions i dur a terme la suspensió; aquests casos també estan contemplats en la Secció Cinquena:
| « | Cada cambra qualificarà les eleccions, els informes sobre escrutinis i la capacitat legal dels seus respectius membres, i una majoria de cadascuna constituirà el quòrum necessari per a deliberar; però un nombre menor pot suspendre les sessions d'un dia per l'altre i estarà autoritzat per compel·lir els membres absents a assistir, de la manera i sota les penes que determini cada Cambra. | » |

| « | Cada cambra pot elaborar el seu propi reglament intern, castigar els seus membres davant de conductes indegudes i expulsar del seu si amb l'assentiment de les dues terceres parts. | » |

| « | Cada cambra de portar un diari de les seves sessions i el publicarà de tant en tant a excepció d'aquelles parts que al seu judici exigeixin reserva; i els vots afirmatius i negatius dels seus membres pel que fa a qualsevol qüestió es faran constar en el diari, a petició de la cinquena part dels presents. | » |

| « | Durant el període de sessions del Congrés cap de les dues cambres pot suspendre per més de tres dies ni acordar que se celebrin en un lloc diferent d'aquell en què es reuneixen les dues cambres sense el consentiment de l'altra. | » |

Requisits dels membres: A vegades, s'ha admès a individus no qualificats al Congrés. Per exemple, el Senat va admetre una vegada a un membre de 28 anys, John Henry Eaton, en 1818 (encara que realment l'admissió va ser fruit d'un descuit, car la data de naixement de Eaton resultava confusa). En 1934, Rush Holt, de 29 anys, va ser triat per formar part del Senat; aquest va acceptar esperar durant un temps de sis mesos, fins al seu trentè aniversari, per dur a terme el jurament. El Senat va establir en aquest cas que el requisit de l'edat s'aplicaria al moment de produir-se el jurament, no en la data de l'elecció.
Quòrum: La Secció Cinquena exposa que una majoria de cada càmera constitueixi quòrum per tractar els assumptes que correspongui; un nombre menor pot suspendre la càmera o obligar a assistir a membres absents.
En la pràctica, el requisit del quòrum es dona per descomptat. Això és així tret que una trucada del quòrum, demanada inicialment per un dels membres, ho provi d'una altra manera. No obstant això, no sol succeir, encara que s'utilitza la trucada del quòrum com a tàctica per produir retards.
Regles: Cada càmera determina les seves pròpies regles, i castiga a qualssevol dels seus membres. Una majoria de dos terços és necessària per expulsar a un membre. Cada càmera ha de custodiar i publicar un Diari, encara que a qualsevol part del Diari se li pot aplicar la condició de reservada. Les decisions de la Càmera —no el que es discuteixi en les sessions– es registren en el Diari; si un cinquè dels presents (si s'assumeix que hi ha quòrum) ho sol·licita, els vots dels membres en una pregunta particular han de també ser incorporats a dita Diària.
Suspensió: Cap de les dues càmeres pot ser suspesa, sense el consentiment de l'altra, durant un temps de més de tres dies. Sovint, una càmera duu a terme sessions pro forma cada tres dies; tals sessions es duen a terme simplement per satisfer el requisit constitucional, i no per gestionar els assumptes corresponents. A més, cap de les dues càmeres pot reunir-se en un altre lloc que no sigui el designat per ambdues (el Capitoli, a Washington DC), sense el consentiment de l'altra càmera.

## Sisena Secció: Compensació, privilegis, restricció de la participació civil
| « | Sisena Secció: Els senadors i representants rebran una remuneració pels seus serveis que serà fixada per la llei i pagada pel Tresor dels EUA En tots els casos, exceptuant els de traïció, delicte greu i pertorbació de l'ordre públic, gaudiran del privilegi de no ser arrestats durant el temps que assisteixin a les sessions de les seves respectives Cambres, i també en anar-hi o tornar de les mateixes, i no podran ser objecte en cap altre lloc d'inquisició amb motiu de qualsevol discussió o debat en una de les Cambres. | » |

| « | A cap senador ni representant se li nomenarà, durant el temps pel qual hagi estat elegit, per ocupar qualsevol ocupació civil que depengui dels Estats Units, que hagi estat creat o els emoluments hagin estat augmentats durant aquest temps, i cap persona que ocupi un càrrec dels Estats Units pot formar part de les Cambres mentre continuï en funcions. | » |

Els senadors i els representants fixen la seva pròpia remuneració. Amb la Vint-i-setena esmena, es va fixar que cap canvi en la seva remuneració pren efecte fins al cap de les següents eleccions al Congrés.
Els membres d'ambdues càmeres tenen certs privilegis, basats en els quals gaudeixen els membres del Parlament del Regne Unit (vegeu Fur parlamentari). Els membres, tant els que vagin a pertànyer com els que hagin pertangut a qualsevol càmera, estan exempts de detenció, a excepció del delicte de traïció, del delicte de crim o del delicte de pertorbació de l'ordre públic. Els seus discursos no es poden criticar, debatre o qüestionar en qualsevol lloc que no sigui el Congrés; tampoc es pot demandar a un senador o a un representant per calúmnies que ocorrin durant el debat al Congrés.
Els senadors i els representants no poden dimitir del seu càrrec per ocupar altres llocs polítics que comportin majors sous; han d'esperar fins a la conclusió del període pel qual van ser triats. Si el Congrés augmenta el sou d'un funcionari en particular, pot reduir més endavant aquest sou per permetre que un individu dimiteixi del seu lloc al Congrés i prengui aquesta posició, ja que com s'ha indicat, el sou no pot ser en qualsevol cas major.

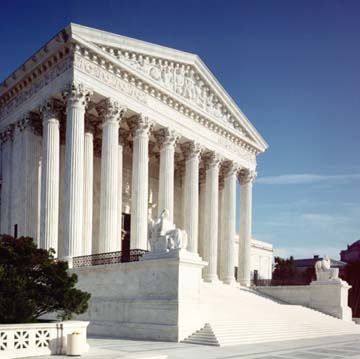
Edifici del Tribunal Suprem dels Estats Units, a Washington, DC.

Els efectes d'aquesta clàusula van ser discutits en 1937, quan el senador Hugo Black va ser nomenat membre de la Cort Suprema, la qual cosa va comportar que abandonés part del seu període com a senador. Abans del seu nou nomenament, el Congrés havia augmentat la pensió disponible als magistrats que es retiressin a l'edat de setanta anys. Per tant, es va comentar el fet que l'emoluent del funcionariat hagués estat augmentat durant el període senatorial de Black, i que per tant Black no podria prendre el lloc de magistrat de la Cort. La resposta, no obstant això, va anar que Black, en tenir 51 anys, no rebria la pensió incrementada fins a almenys dinou anys més tard, i per tant, després que hagués expirat el seu període en el Senat.
El 20 de maig de 2006, com a part d'una recerca que s'estava desenvolupant entorn d'un cas de suborn, el despatx del congressista William J. Jefferson va ser registrat per l'Oficina Federal de Recerca, el FBI, principal braç de recerca del Departament de Justícia dels Estats Units, la qual cosa va ser considerat com la primera incursió del FBI en un despatx del Congrés, la qual cosa va causar gran preocupació, ja que podria fixar un precedent perillós que es podria utilitzar per a les administracions futures per intimidar o per assetjar a un dels suposadament equilibrats poders del govern.

## Setena Secció: Projectes de llei
La Secció Setena estableix el mètode per elaborar els decrets del Congrés:
| « | Tot projecte de llei que tingui per objecte l'obtenció d'ingressos haurà de procedir primerament de la Cambra de Representants; però el Senat podrà proposar reformes o convenir-hi de la mateixa manera que tractant-se d'altres projectes. | » |

| « | Tot projecte aprovat per la Cambra de Representants i el Senat es presentarà al president dels Estats Units abans que es converteixi en llei; si ho aprovi el signarà; en cas contrari el tornarà, juntament amb les seves objeccions, a la Cambra del seu origen, la qual inserirà íntegres les objeccions en el seu diari i procedirà a reconsiderar. Si després d'aquest nou examen les dues terceres parts d'aquesta Cambra es posen d'acord en aprovar el projecte, es remetrà, acompanyat de les objeccions, a l'altra Cambra, en la qual també serà estudiat novament i, si ho aprobaren els dos terços d'aquesta Cambra, es convertirà en llei. Però en tots aquests casos que es parla, la votació de les dues Cambres serà nominal i els noms de les persones que votin a favor o en contra del projecte s'han d'inscriure al diari de la Cambra que correspongui. Si algun projecte no fos retornat pel president dins d'un termini de 10 dies (descomptant els diumenges) després d'haver estat presentat, es convertirà en llei, de la mateixa manera que si ho hagués signat, llevat que en suspendre el Congrés les seves sessions, impedís la seva devolució, en aquest cas no serà llei. | » |

| « | Tota ordre, resolució o votació per a la qual sigui necessària la concurrència del Senat i la Cambra de Representants (excepte en matèria de suspensió de les sessions), es presentarà al president dels Estats Units i no tindrà efecte abans de ser aprovada per ell o de ser aprovada novament per dos terços del Senat i de la Cambra de Representants, en el cas que la rebutja, de conformitat amb les regles i limitacions prescrites en el cas d'un projecte de llei. | » |

Un projecte de llei pot originar-se en qualsevol de les dues càmeres del Congrés, excepte els projectes de llei d'obtenció d'ingressos, que conforme a la Constitució poden originar-se solament en la Cambra de Representants. La Càmera ha reclamat que de la mateixa forma aquesta pugui per si sola originar projectes de llei d'assignació, però el Senat s'oposa a aquesta demanda. Sempre que el Senat enviï un projecte de llei d'assignació a la Càmera, aquesta simplement la retorna al Senat, resolent-se així la pregunta en la praxi. Qualsevol càmera pot esmenar qualsevol projecte de llei, incloent-hi aquells d'ingressos i d'apropiació.
Abans que un projecte de llei passi a tenir rang de llei, ha de ser presentat al president dels Estats Units, que té un termini de deu dies hàbils (excloent-se del còmput els diumenges) per actuar sobre ella. Si el president signa el projecte de llei, es converteix en llei. Si ho desaprova, aquest es retorna a la càmera en la qual es va originar, juntament amb les seves objeccions. Aquest procediment es coneix com a vet (de tipus devolutiu), encara que aquest terme no apareix en el text de l'Article I. El projecte de llei llavors no es converteix en llei tret que ambdues càmeres, per una majoria de dos terços, eliminin el vet. Si el president ni signatura ni retorna el projecte de llei dins del límit de deu dies, el projecte es converteix en llei automàticament, tret que el Congrés ho hagi ajornat durant aquest temps, evitant així que el president retorni el projecte de llei a la Càmera en la qual es va originar. En l'últim cas, el president, no prenent cap acció sobre el projecte de llei cap al final d'una sessió, exercita un "vet de butxaca", que el Congrés pot no eliminar. El "vet de butxaca" consisteix que si el Congrés dona per conclòs el període de sessions abans que expirin els deu dies en què l'executiu va rebre la iniciativa, aquesta, per no haver estat sancionada, no adquireix caràcter de llei.
Què constitueix exactament un ajornament o suspensió per als propòsits del "vet de butxaca" és confús. En el "Cas del Vet de Butxaca" (The Pocket Veto Casi) de 1929, la Cort Suprema dels Estats Units va sostenir que la pregunta determinativa en referència a una "suspensió" no és si és una suspensió final del Congrés o una suspensió provisional, tal com una suspensió de la primera sessió, però sí que és una que "evita" que el president retorni el projecte de llei a la càmera en la qual es va originar dins del temps donat de termini. ja que cap de les dues càmeres del Congrés estava en la sessió, el president no podia retornar el projecte de llei a una d'elles, permetent així l'ús del "vet de butxaca". En el cas Wright contra els Estats Units (1938), no obstant això, el Tribunal va establir que les suspensions d'una càmera no van constituir solament una suspensió del Congrés requerit per a un "vet de butxaca". En tals casos, la secretària o secretari de la càmera en qüestió seria declarat competent per rebre el projecte de llei.
En 1996, el Congrés va aprovar un decret (el Line Item Veto Act) que permetia al president, a l'hora de la signatura del projecte de llei, a rescindir certes despeses. El Congrés podia desaprovar la cancel·lació i restituir els fons. El president podia vetar la desaprovació, però el Congrés, per una majoria de dos terços en cada càmera, podia eliminar el Vet. La Cort Suprema va declarar el decret inconstitucional perquè violava una clàusula del cas Clinton contra la ciutat de Nova York. Primer, el procediment va delegar poders legislatius al president, violant de tal manera la doctrina de la no delegació (que apareixia en la Primera Secció d'aquest mateix Article I). En segon lloc, el procediment va violar els termes de la Setena Secció, que indiquen que si ho aprova [el projecte de llei] ha de signar-ho, però si no, ha de retornar-ho. Hi havia solament dues opcions possibles, d'acord amb la clàusula, per al president: aquest no està autoritzat a esmenar el projecte de llei i després signar-ho.
Cada projecte de llei, ordre, resolució, o vot que hagi de passar per ambdues càmeres, excepte per suspensió de les sessions, s'han de presentar al president abans que aconsegueixi rang de llei. No obstant això, per proposar una esmena constitucional, dos terços d'ambdues Càmeres poden sotmetre-la perquè sigui ratificada, sense cap consideració per part del President, segons el prescrit en l'Article Cinquè.
El procediment per a l'elaboració de lleis es basa en l'establert al Parlament del Regne Unit, on el consentiment de la Cambra dels comuns, de la Càmera dels Lords i del Sobirà era requerit originàriament per a la promulgació de qualsevol legislació; no hi havia possibilitat per la qual la denegació per part del Sobirà per garantir l'aprovació règia pogués ser superada. El poder de retenir l'aprovació no s'ha utilitzat en el Regne Unit des de 1707, però el poder del vet ha estat utilitzat amb freqüència pels presidents nord-americans. El primer president dels Estats Units, George Washington, va utilitzar el vet regular; James Madison va ser el primer que va utilitzar el vet de butxaca.
Alguns presidents han fet un ús molt freqüent del veto, mentre que uns altres no ho han utilitzat. Grover Cleveland, per exemple, va vetar uns quatre-cents projectes de llei durant el seu primer període en el càrrec; el Congrés va eliminar solament dos d'aquests vets. Encara que Franklin D. Roosevelt és el president que més vets ha realitzat, estant en el càrrec durant tres legislatures. D'altra banda, set presidents mai han utilitzat el poder del vet. En total, hi ha hagut 1.484 vets regulars, dels quals s'han eliminat 106 (prop del set per cent). També hi ha hagut 1.066 vets de butxaca, havent-hi un total de 2.550 vets.

## Vuitena Secció: Poders del Congrés

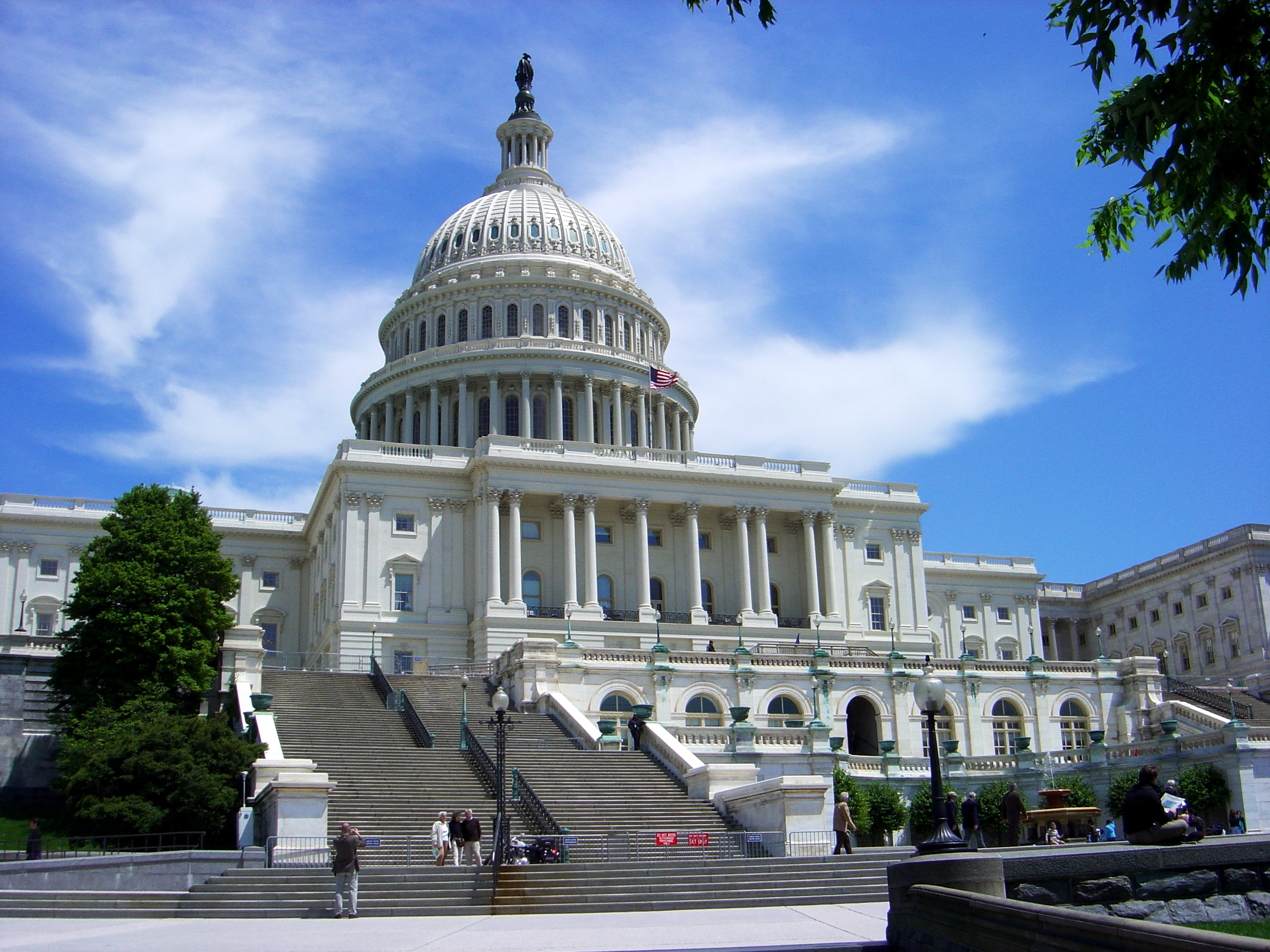
El Capitoli, a Washington DC, seu del Congrés.

Els poders del Congrés són enumerats en la Secció Vuitena:
| « | El Congrés tindrà facultat: - Per establir i recaptar contribucions, impostos, drets i consums; per pagar els deutes i proveir a la defensa comuna i benestar general dels Estats Units; però tots els drets, impostos i consums seran uniformes en tots els Estats Units. - Per contreure emprèstits a càrrec de crèdits dels Estats Units. - Per reglamentar el comerç amb les nacions estrangeres, entre els diferents estats i amb les tribus índies. - Per establir un règim uniforme de naturalització i lleis uniformes en matèria de fallida en tots els Estats Units. - Per encunyar monedes i determinar el seu valor, així com el de la moneda estrangera. Fixar els patrons de les peses i mesures. - Per proveir el necessari al càstig dels que falsifiquin els títols i la moneda corrent dels Estats Units. - Per establir oficines de correus i vies de comunicació per correus. - Per fomentar el progrés de la ciència i les arts útils, assegurant als autors i inventors, per un temps limitat, el dret exclusiu sobre els seus respectius escrits i descobriments. - Per crear tribunals inferiors a la Cort Suprema. - Per definir i castigar la pirateria i altres delictes greus comesos a alta mar i violacions al dret internacional. - Per declarar la guerra, atorgar patents de cors i represàlies i per dictar regles amb relació a les preses de mar i terra. - Per reclutar i sostenir exèrcits, però cap autorització pressupostària de fons que tinguin aquesta destinació serà per un termini superior a dos anys. - Per habilitar i mantenir una armada. - Per dictar regles per al govern i ordenança de les forces navals i terrestres. - Per disposar quan s'ha de convocar a la milícia nacionalper tal de fer complir les lleis de la Unió, sufocar les insurreccions i rebutjar les invasions. - Per proveir el necessari per organitzar, armar i disciplinar la milícia nacional i per governar aquella part d'aquesta que s'utilitzi en servei dels Estats Units; reservant als Estats corresponents el nomenament dels oficials i la facultat d'instruir d'acord amb la disciplina prescrita pel Congrés. - Per legislar en forma exclusiva en tot el referent al Districte (que no podrà ser més gran que un quadrat de 10 milles per costat) que es converteixi en seu del govern dels Estats Units, a conseqüència de la cessió d'alguns Estats en què es trobin situats, per a la construcció de fortes, magatzems, arsenals, drassanes i altres edificis necessaris. - Per expedir totes les lleis que siguin necessàries i convenients per a dur a efecte els poders anteriors i tots els altres que aquesta Constitució confereix al govern dels Estats Units o qualsevol dels seus departaments o funcionaris. | » |

Molts poders del Congrés han estat àmpliament interpretats. Els més importants, com la Seguretat Social (o Estat de Benestar), el Comerç Interestatal, i les Clàusules Necessàries i Justes, s'han utilitzat per atorgar poders expansius al Congrés.
El Congrés pot establir i recaptar impostos per a la "defensa comuna" o la "seguretat social" dels Estats Units. La Cort Suprema dels Estats Units no ha definit la "seguretat social", deixant aquesta pregunta de tipus polític al Congrés. En el cas Estats Units contra Butler de 1936, el Tribunal va interpretar per primera vegada la clàusula. El conflicte es va centrar en un impost recaptat dels processadors de productes agrícoles tals com a carn; els fons recaptats per l'impost no eren lliurats als fons generals d'Hisenda, sinó que van ser destinats de forma particular a grangers. El Tribunal va declarar il·legal l'impost, dictant que d'acord amb la clàusula general de la seguretat social, aquesta es relaciona solament amb les matèries a nivell nacional, distingint-se del local. El Congrés continua fent un ús expansiu de la clàusula general de la seguretat social; per exemple, el programa de la Seguretat Social s'autoritza seguint aquesta clàusula.
El Congrés està autoritzat per sol·licitar fons del crèdit dels Estats Units. En 1871, en el cas Knox contra Lee, el Tribunal va dictar que aquesta clàusula permetia al Congrés emetre comptes de despeses i esmenar-les emetent moneda de curs legal, amb tal de satisfer els deutes. Sempre que el Congrés sol·liciti fons econòmics, s'obliga a compensar la suma segons l'estipulat en l'acord original. En el cas Perry contra els Estats Units (1935), el Tribunal va invalidar una llei que intentava rescindir una clàusula per la qual els creditors poguessin exigir el pagament en moneda d'or.

### Clàusula de Comerç
La Cort Suprema dels Estats Units rarament ha impedit l'ús de la Clàusula de Comerç per variar determinades intencions. La primera decisió important relativa a la clàusula de comerç va ser en el cas Gibbons contra Ogden, que es va decidir de forma unànime en el Tribunal en 1824. El cas implicava tant lleis federals com a estatals; Thomas Gibbons tenia un permís federal de circulació de vapor en el riu Hudson, mentre que l'altre, Aaron Ogden, tenia un monopoli per fer el mateix però concedit per l'Estat de Nova York. Ogden afirmava que comerç incloïa solament la compra i la venda de mercaderies, però no el seu transport. El president de la Cort Suprema, John Marshall va rebutjar aquesta idea. Marshall va indicar que comerç incloïa el transport de mercaderies, i que “hauria d'haver estat contemplat» pels Pares fundadors dels Estats Units. Marshall va afegir que les competències del Congrés sobre el comerç són completes en si mateixes, es poden exercitar en el grau de tot el possible, i no es reconeix cap limitació amb excepció del que està prescrit en la Constitució.

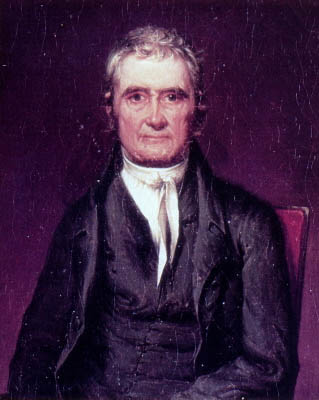
El president de la Cort Suprema John Marshall va fer una àmplia interpretació de la Clàusula de Comerç.

Aquesta interpretació expansiva de la Clàusula de Comerç va ser limitada a la fi del segle xix i principis del XX, quan una actitud més liberal imperava en el Tribunal (coneguda com a laissez-faire). En el cas Estats Units contra la companyia I.C. Knight (1895), la Cort Suprema va limitar el contingut d'una recent llei (la Sherman Antitrust Act) que havia intentat dividir el poder dels monopolis que dominaven l'economia de la nació. El Tribunal va establir que el Congrés no podia regular la manufacturació de mercaderies, fins i tot encara relacionat a altres estats. El Magistrat Melville Fuller va dictar: el comerç prospera per la manufacturació, i no és una part d'ell.
La Cort Suprema dels Estats Units ha considerat inconstitucionals nous programes de repartiment, considerant que deformaven el significat de la clàusula de comerç. En el cas de la Corporació Schechter Poultry contra els Estats Units, (1935) el Tribunal, de forma unànime, va declarar il·legals els codis industrials que regulaven la matança d'aviram, declarant que el Congrés no podia regular aquestes matèries. Com el Magistrat Charles Evans Hughes va establir, quant a l'aviram (…) el flux del comerç d'un estat a un altre ha cessat. El control judicial sobre els poders de la clàusula de comerç del Congrés va continuar durant els anys 1930.
En 1937 la Cort Suprema va rebutjar la doctrina de laissez-faire, decidint un cas històric, el del Consell Nacional de Relacions Laborals contra la Companyia de l'Acer Jones i Laughlin. La legislació en qüestió, el Decret Nacional de Relacions Laborals, evitava que els ocupadors duguessin a terme "pràctiques de treball injust", com acomiadar a treballadors per pertànyer a sindicats. El Tribunal va dictar perquè es mantingués el contingut del decret. El Tribunal, tornant a les teories proposades per John Marshall, va dictar que el Congrés podria aprovar aquelles lleis que regulessin accions que concernissin directament al comerç interestatal. Altres decisions van ampliar els poders del Congrés seguint la clàusula de comerç. Aquest canvi en la forma d'actuar del Tribunal va ser causat per un projecte del president Franklin Delano Roosevelt, ja que es va considerar que amenaçava la independència del Tribunal. En els anys 1990, no obstant això, el Tribunal va actuar per frenar l'exercici de poder del Congrés de regular el comerç. El Congrés va aprovar decrets que penaven delictes sobre aquells subjectes que s'oposessin al fet que uns altres participessin del comerç entre estats. En el cas Estats Units contra López (1995), el Tribunal va sentenciar que el Congrés no podia exercitar el "poder policial", que està reservat als estats.

### Altres poders del Congrés
El Congrés pot establir lleis uniformes referents a la naturalización i a la fallida. Pugues també encunyar moneda, regular el valor de la moneda nord-americana o estrangera i castigar a falsificadors. Pugues també fixar els estàndards de pesos i mesures. A més, el Congrés pot establir oficines de correus i vies de comunicació de correus (aquestes vies de comunicació, no obstant això, no necessiten estar exclusivament per al transport del correu). El Congrés pot promoure el progrés de la ciència i dels arts útils concedint el copyright i patents. Encara que es prohibeix el copyright i les patents a títol perpetu, la Cort Suprema va resoldre, en el cas Eldred contra Ashcroft (2003), que repetides prolongacions al termini donat pel copyright no constitueixen un "copyright perpetu"; noti's també que aquest és l'únic poder concedit on els mitjans per aconseguir el propòsit indicat es proporcionen específicament.
Els tribunals inferiors a la Cort Suprema s'estableixen pel Congrés.
La Vuitena Clàusula de la Vuitena Secció de l'Article I és l'únic cas en tot el conjunt del text constitucional en el qual la paraula "dret", en la seva forma original en anglès (right) s'utilitza.
El Congrés té diversos poders relatius a la guerra i les forces armades. D'acord amb la clàusula dels Poders de Guerra, només el Congrés pot declarar la guerra; no obstant això en diversos casos, sense haver-se declarat, se li ha concedit al president l'autoritat per unir-se a conflictes militars. S'han declarat cinc guerres en la història dels Estats Units: la Guerra de 1812 (declarada pels Estats Units contra Anglaterra), la Guerra entre Mèxic i els Estats Units, la Guerra Hispà-Nord-americana (també anomenada Guerra de Cuba, contra Espanya), la Primera Guerra Mundial i la Segona Guerra Mundial. Alguns historiadors arguyen que la doctrina i la legislació aprovades durant les operacions contra Pancho Vila constitueixen una sisena declaració de guerra. El Congrés pot concedir patents de cors i represàlies; encara que tals elements estan obsolets en l'actualitat. El Congrés pot establir i mantenir les forces armades, però no es pot dur a terme cap assignació per al suport de l'exèrcit que duri un terme de més de dos anys. Aquesta disposició va ser introduïda perquè els Pares fundadors dels Estats Units van témer l'establiment d'un exèrcit permanent durant el temps de pau. La disposició és discutible, no obstant això, ja que actualment les assignacions per a qualsevol fi es fan anualment. El Congrés pot regular o cridar d'ara endavant a les milícies de l'estat, però els estats conserven l'autoritat per designar oficials i al personal per a la formació militar. El Congrés també té poder exclusiu per dictar normes que regulin l'exèrcit de terra i les forces navals. Encara que el poder executiu i el Pentàgon han intervingut d'una forma cada vegada més important en aquest procés, la Cort Suprema ha reafirmat sovint que el Congrés és el titular exclusiu quant a la regulació d'aquestes matèries (això es reflecteix per exemple en el cas Burns contra Wilsondel any 1953). El Congrés va utilitzar aquest poder en dues ocasions després de la Segona Guerra Mundial promulgant dos estatuts: el Codi Uniforme de la Justícia Militar, per millorar la qualitat i la imparcialitat de les corts marcials i de la justícia militar, i el Decret Federal de les Demandes de Greuge, que entre altres drets ha permès a membres del servei militar a demandar per danys, fins que la Cort Suprema va derogar aquesta secció de l'estatut en una divisòria sèrie de casos, la qual cosa es coneix com la Doctrina de Feres.
El Congrés té el dret exclusiu de legislar "en qualssevol de tots els casos" relatius a la capital de la nació, que és el Districte de Columbia. El Congrés pot també exercitar tal jurisdicció sobre la terra comprada dels estats per a la construcció de "fortes" i altres edificis.

### Clàusula necessària i justa
Finalment, el Congrés té el poder de fer el que sigui "necessari i just" per complir amb els seus poders enumerats. Així, pot establir un sistema pel qual es castigui als quals violin les lleis, encara que la Constitució solament prevegi de forma explícita el càstig d'aquells que cometin falsificació o infringeixin lleis marítimes.
La clàusula necessària i justa, no obstant això, s'ha interpretat de forma molt àmplia, donant de tal manera al Congrés àmplies potestats en matèria de legislació. La primera fita que implicava a la clàusula va ser el cas McCulloch contra Maryland (1819), que va implicar l'establiment d'un banc nacional. Alexander Hamilton, a advocar per la creació del banc, va discutir que hi hagués una relació "més o menys directa" entre el banc i "els poders destinats a la recaptació d'impostos, de demanar subvencions, de regular el comerç entre els estats, i de recaptar fons per a les flotes i les marines de guerra". Thomas Jefferson va contestar exposant que els poders del Congrés "es poden executar tots sense que existeixi un banc nacional. Un banc per tant no és necessari i, per tant, no està autoritzat en aquest cas". El president de la Cort Suprema, John Marshall es va mostrar d'acord amb les interpretacions de Jefferson. Marshall va escriure que una constitució que enumerés "tots" els poders del Congrés "participaria d'un prolix text, que inclouria un codi legal i llavors amb prou feines podria abraçar-se per la ment humana". ja que la Constitució possiblement no podria enumerar els "ingredients de menor importància" dels poders del Congrés, Marshall "va deduir" que el Congrés tenia l'autoritat per establir un banc en "grans línies generals" de la seguretat social, del comerç i d'altres clàusules. D'acord amb aquesta interpretació de la clàusula, el Congrés té amplis poders (poders que es donen per entesos) no enumerats explícitament en la Constitució.

## Novena Secció: Límits al Congrés

Segell del Congrés dels Estats Units.

La següent secció de l'Article I estipula límits en els poders del Congrés:
| « | Secció Novena: El Congrés no podrà prohibir abans de l'any mil vuit-cents vuit la immigració o importació de les persones que qualsevol dels Estats ara existents estimi oportú admetre, però pot imposar sobre aquesta importació una contribució o dret que no excedeixi de 10 dòlars per cada persona. El privilegi de habeas corpus no se suspendrà, excepte quan la seguretat pública ho exigeixi, en els casos de rebel·lió o invasió. No s'aplicaran decrets de proscripció ni lleis ex post facto. No s'imposarà cap impost directe ni de capitació, llevat que s'estableixi de forma proporcional al cens o recompte que abans es va ordenar practicar. Cap impost o dret s'establirà sobre els articles que s'exportin des de qualsevol Estat. Els ports d'un Estat no tenen preferència sobre els de cap altre, en virtut de reglamentació mercantil o fiscal; tampoc les embarcacions que es dirigeixin a un Estat o procedeixin d'ell estaran obligades a ingressar, compensar o pagar en qualsevol altre. Cap quantitat podrà extreure del tresor si no és com a conseqüència d'assignacions autoritzades per la llei, i de tant en tant s'ha de publicar una declaració de l'estat de compte, ordenats els ingressos i despeses del tresor. Els Estats Units no concediran cap títol de noblesa i cap persona que ocupi una ocupació remunerada o honorífic que depengui d'ells acceptarà cap regal, emolument, ocupació o títol, sigui de la classe que sigui, de qualsevol monarca, préncipe o Estat estranger, sense consentiment del Congrés. | » |

El comerç internacional d'esclaus va tenir vigència legal fins a 1808. Fins a 1808, no obstant això, la Constitució permetia que el Congrés imposés un aranzel màxim de deu dòlars per cada esclau importat als Estats Units.
La Constitució determina que el privilegi del manament judicial d'habeas corpus no es pot suspendre, excepte durant períodes de rebel·lió o invasió. En el cas exparteix Milligan (1866), la Cort Suprema va sostenir que aquest dret no podria ser suspès mentre els jutjats civils estiguessin operatius.
El Congrés pot no aprovar cap «bill of attainder» o llei “expost facto”. Una «bill of attainder» és una llei en la qual es condemna a una persona immediatament, sense que hi hagi procés judicial. És a dir, és un acte legislatiu que comporta considerar a algú culpable d'un delicte sense que existeixi un procés judicial regular en el qual se li sigui assegurada una defensa. Una llei «ex post facto» s'aplica a alguna cosa que va ocórrer abans que la llei fos aprovada, o que no era il·legal quan va ocórrer.
La Secció Novena reitera la disposició de la Secció Segona que els impostos directes s'han de repartir sobre la base de la població dels estats. A més, no es pot imposar cap impost per exportacions en cap estat. El Congrés no pot, o per ingressos o mitjançant la legislació de comerç, atorgar preferència als ports d'un estat sobre els d'un altre, ni encara que calguin bucs d'un estat per pagar les obligacions en un altre. Tots els fons pertanyents a Hisenda no poden ser retirats tret que sigui d'acord amb la llei. La pràctica moderna és que el Congrés aprova anualment un nombre de comptes d'apropiació que autoritzen la despesa dels diners públics. La Constitució estableix el requisit que una declaració regular de tals despeses estigui publicada.
El Congrés pot no concedir cap títol nobiliari. Cap funcionari civil pot, sense el consentiment del Congrés, acceptar cap emoluent, càrrec o títol de cap governant o estat estranger.

## Desena Secció: Límits als Estats

Estats membres dels Estats Units d'Amèrica.

L'última secció del primer article esbossa els límits dels poders dels Estats federats:
| « | Secció Desena: Cap Estat celebrarà tractat, aliança o confederació; atorgarà patents de cors i represàlies; encunyarà moneda, emetrà paper moneda, legalitzarà qualsevol cosa que no sigui la moneda d'or i plata com a mitjà de pagament dels deutes; aprovar decrets pels quals es castigui a determinades persones sense que precedeixi judici davant els tribunals, lleis ex post facto o lleis que menyscabin les obligacions que deriven dels contractes, ni concedirà cap títol de noblesa. Sense el consentiment del Congrés cap Estat pot imposar drets sobre els articles importats o exportats, complir les seves lleis d'inspecció, i el producte net de tots els drets i impostos que estableixin els Estats sobre les importacions i exportacions s'aplicarà en profit del tresor dels Estats Units; i totes les lleis que es tracta estaran subjectes a la revisió i vigilància del Congrés. Sense el consentiment del Congrés cap Estat pot establir drets de tonatge, mantenir tropes o navilis de guerra a temps de pau, celebrar conveni o pacte amb un altre Estat o amb una potència estrangera, o fer la guerra, a menys de ser envaït realment o de trobar-se en perill tan imminent que no admeti demora. | » |

Els Estats no poden exercitar alguns poders, que estan reservats al Govern federal dels Estats Units: els tractats internacionals, aliances o confederacions, patents de cors o represàlies, encunyar moneda o expedir comptes de crèdit. A més, segons l'antic text constitucional, els Estats només poden expedir monedes d'or i plata per fer front al pagament de deutes. Els Estats tampoc poden aprovar «bill of attainder», lleis “ex post facto”, deteriorar l'obligació de contractes o concedir títols nobiliaris.
La clàusula sobre contractes va ser, al segle xix, subjecte del contingut de nombrosos plets. Va ser interpretada per primera vegada per la Cort Suprema en 1810, en el cas Fletcher contra Peck. El cas va implicar el conegut com l'escàndol de la terra de Yazoo, en el qual l'Assemblea legislativa de l'Estat de Geòrgia va autoritzar la venda de la terra a uns especuladors, a baix preu. Que aquest procés implicava un suborn va ser tan evident que una multitud de ciutadans va intentar linchar als membres corruptes de l'Assemblea. Després de celebrar-se les eleccions, l'Assemblea legislativa va aprovar una llei que va rescindir els contractes concedits pels membres corruptes. No obstant això, la validesa de l'anul·lació de la venda va ser qüestionada per la Cort Suprema. El president del Tribunal, John Marshall, va formular la següent pregunta: "què és un contracte?". Al que ell mateix va respondre: "és un acord entre dos o més parts". Marshall va qüestionar que la venda de la terra per l'Assemblea legislativa de Geòrgia, encara que corrupta, era un "contracte vàlid". Va afegir que l'Estat no tenia cap dret per anul·lar la compra de la terra, ja que en fer-ho es deteriorarien les obligacions del contracte.
No obstant això, la definició de contracte proposada pel president de la Cort Suprema John Marshall no és tan simple com sembla. En 1819, el Tribunal es trobava considerant si un estatut corporatiu podria ser considerat com un contracte. El cas Administradors de la Universitat de Dartmouth contra Woodward implicava a la Universitat de Dartmouth (Dartmouth College), que havia estat establerta sota Estatut Real pel rei Jorge III. A causa de l'Estatut es va establir una taula de dotze administradors per al govern corporatiu de la universitat. En 1815, no obstant això, Nou Hampshire va aprovar una llei que augmentava el nombre d'administradors a vint-i-u, de manera que es pogués exercitar un control públic sobre la universitat. Marshall i, per tant, el Tribunal, va dictar que Nou Hampshire no podia esmenar l'Estatut, que va ser establert com un contracte, ja que conferia "drets consolidats" als administradors.
Un altre conflicte que va sorgir va ser el cas Sturges contra Crowninshield, també sota el període de Marshall. El cas implicava un deute que havia estat contreta a principis de 1811. Més endavant en aquest mateix any, l'Estat de Nova York va aprovar una llei sobre fallida, mitjançant la qual el deute seria saldat més tard. La Cort Suprema va establir que una llei retroactiva que afectés la llei sobre fallida de l'Estat deteriorava l'obligació de pagar el deute i, per tant, violava la Constitució. En el cas Ogden contra Saunders (1827) no obstant això, el Tribunal va decidir que les lleis sobre fallida de l'Estat podrien aplicar-se als deutes contrets després de l'aprovació de la llei. La legislació estatal sobre aquests supòsits de fallida i deutors, no ha estat rellevant des de l'adopció d'una llei federal sobre fallida en 1898.
Hi ha més competències que es prohibeixen als Estats. Aquests no poden, sense el consentiment del Congrés, establir impostos sobre les importacions o exportacions, a excepció del compliment de les lleis d'inspecció de l'Estat (que poden ser revisades pel Congrés). El rèdit net de l'impost es paga no a l'Estat, sinó a la Hisenda federal.
Quant a matèria militar, els Estats no poden, sense el consentiment del Congrés, comptar amb tropes o exèrcits en temps de pau. No poden formar part d'aliances ni d'acords amb Estats estrangers, ni unir-se a guerres tret que siguin envaïts. Els Estats estan autoritzats, no obstant això, a organitzar i armar una milícia. Aquesta funció la compleix en l'actualitat la Guàrdia Nacional dels Estats Units.